# Alisterus amboinensis
El papagayo moluqueño (Alisterus amboinensis) es una especie de ave psitaciforme de la familia Psittaculidae endémica del este del archipiélago malayo.

## Distribución y hábitat

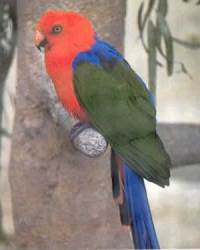
Macho.

Se encuentra en las islas Molucas septentrionales, islas Sula, islas Banggai y el extremo oeste de Nueva Guinea e islas próximas.

## Taxonomía
Se reconocen seis subespecies:
- Alisterus amboinensis amboinensis (Linnaeus, 1766)
- Alisterus amboinensis buruensis (Salvadori, 1876)
- Alisterus amboinensis dorsalis (Quoy & Gaimard, 1830)
- Alisterus amboinensis hypophonius (S. Muller, 1843)
- Alisterus amboinensis sulaensis (Reichenow, 1881)
- Alisterus amboinensis versicolor (Neumann, 1939)